# Schwere-Reiter-Straße
Die Schwere-Reiter-Straße ist eine etwa 1,1 km lange Straße im Münchner Stadtbezirk Schwabing-West im Bereich Oberwiesenfeld, die vom Leonrodplatz bis zur Hohenzollernstraße / Ecke Winzererstraße führt. An ihr zweigt nach Norden die Ackermannstraße ab, nördlich liegt der Olympiapark.

## Beschreibung
An der Ecke Dachauer Straße liegt seit 1993 das Kulturzentrum „Schwere Reiter – Tanz Theater“, daneben das „Munich Center of Community Arts“ (MUCCA) und das Munich Urban Colab samt weiteren Objekten des Kreativquartiers Schwabing, gemäß Süddeutscher Zeitung „das lebendigste und vielseitigste Künstlerbiotop“ Münchens. Gegenüber soll in einem siebenstöckigen Gebäude, dessen Bau 2016 begann, das Strafjustizzentrum München einziehen. Daneben befanden sich früher an der Schwere-Reiter-Straße 9 die inzwischen abgerissenen Gebäude der Institute und Stallungen der Tierärztlichen Fakultät der Universität München. An der Schwere-Reiter-Straße 15 liegt das „Kristelli“, wo die Zaubershow von Alexander Krist stattfinden, bis 2022/23 befand sich dort das Theaterzelt „Das Schloss“. An der Ecke zur Ackermannstraße wurde 2016 ein Boardinghouse fertiggestellt, das 2012 unter sieben Entwürfen für seine Gestaltung prämiert wurde. An der Schwere-Reiter-Straße 35 befindet sich das Studentenwohnheim Schwere-Reiter-Straße. Daneben in der Schweren-Reiter-Straße 37 befindet sich einer der vier Standorte des Deutschen Patent- und Markenamts. Wiederum daneben in der Schwere-Reiter-Straße 39 steht ein von 1900 bis 1902 durch Georg Zeiser gebauter dreigeschossiger reich gegliederter Neubarockbau mit drei Risaliten mit Mansardwalmdächern, der mittlere zudem mit Stuckdekor. Er war ehemals das Mannschaftsgebäude der Prinz-Leopold-Kaserne. In der Schwere-Reiter-Straße 41 steht das ehemalige Stabsgebäude der Prinz-Leopold-Kaserne, das ebenfalls von 1900 bis 1902 von Georg Zeiser als dreigeschossiger gegliederter Neubarockbau mit Zeltdach und Wappenrelief am Zwerchgiebel erbaut wurde. An der Ecke zur Winzererstraße steht das ehemalige Kasinogebäude der Prinz-Leopold-Kaserne, ein schlossartiger freistehender schräggestellter neubarocker Eckbau mit reichem plastischem Dekor am Mittelrisalit und vorgelegter Terrasse mit Freitreppe.
Südöstlich des Kasinogebäudes befindet sich das Stadtarchiv München. Die Barbarasiedlung, als Dokument für den Kleinwohnungsbau insbesondere der Bayerischen Armee in den Jahren vor dem Ersten Weltkrieg unter den Prinzipien Theodor Fischers mit Elementen der Gartenstadtidee unter Ensembleschutz stehend, grenzt nördlich an die Schwere-Reiter-Straße.
Über ihre gesamte Länge hat die Schwere-Reiter-Straße zwei Fahrspuren pro Richtung, die in der Mitte durch die Gleise der Tram-Linie 12 geteilt werden. Als Besonderheit verfügt sie im Abschnitt zwischen Winzererstraße und Ackermannstraße über einen zusätzlichen durch einen Grünstreifen mit in dichter Reihe stehendem altem Baumbestand abgetrennten Fahrstreifen. Dessen Nutzung ist für motorisierten Verkehr allerdings nur in Ost-West-Richtung zugelassen. Hierdurch hat die Schwere-Reiter-Straße in diesem Bereich eine Breite von über 50 m.

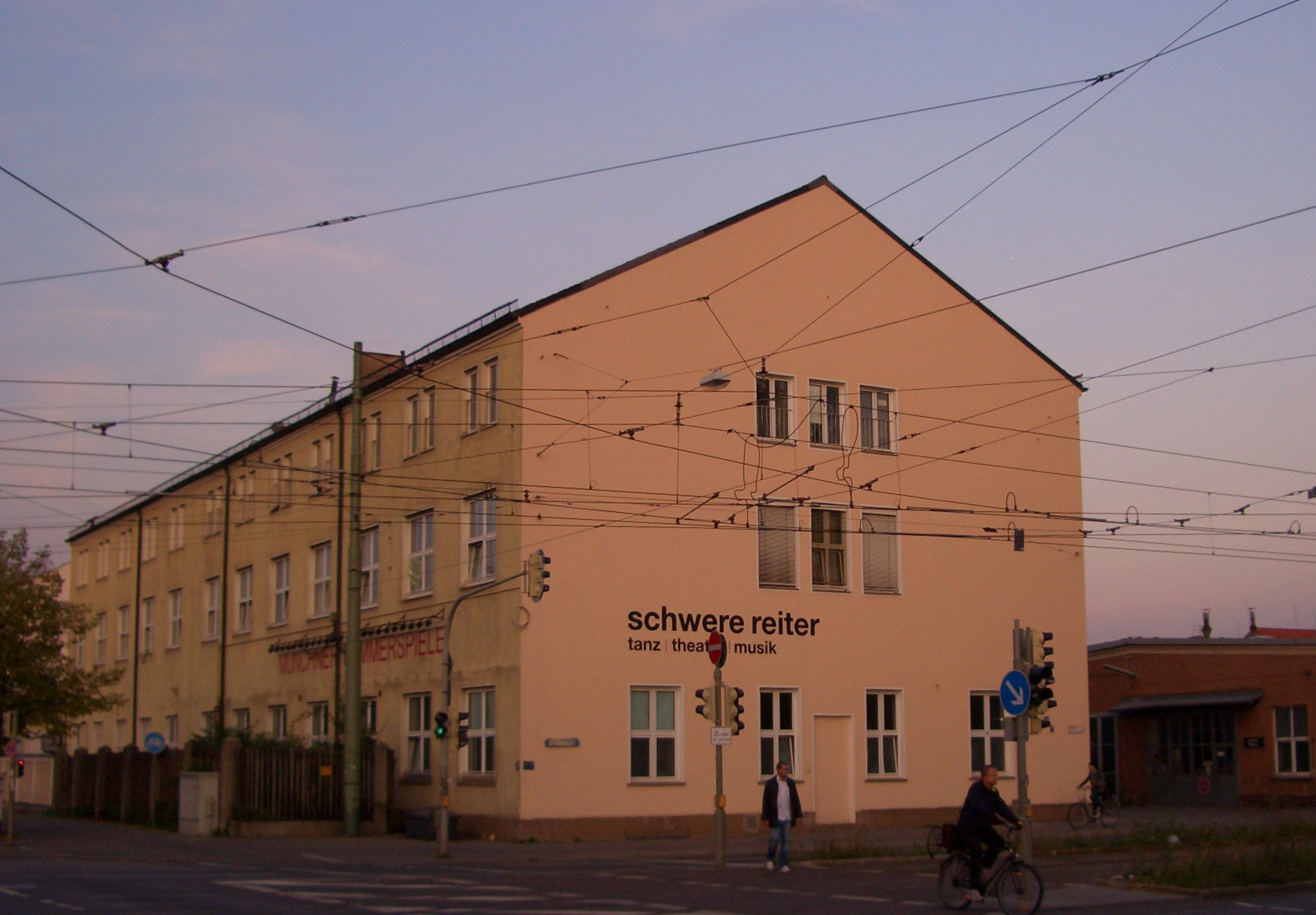
Schwere Reiter – Tanz Theater in den ehemaligen Artillerie-Werkstätten
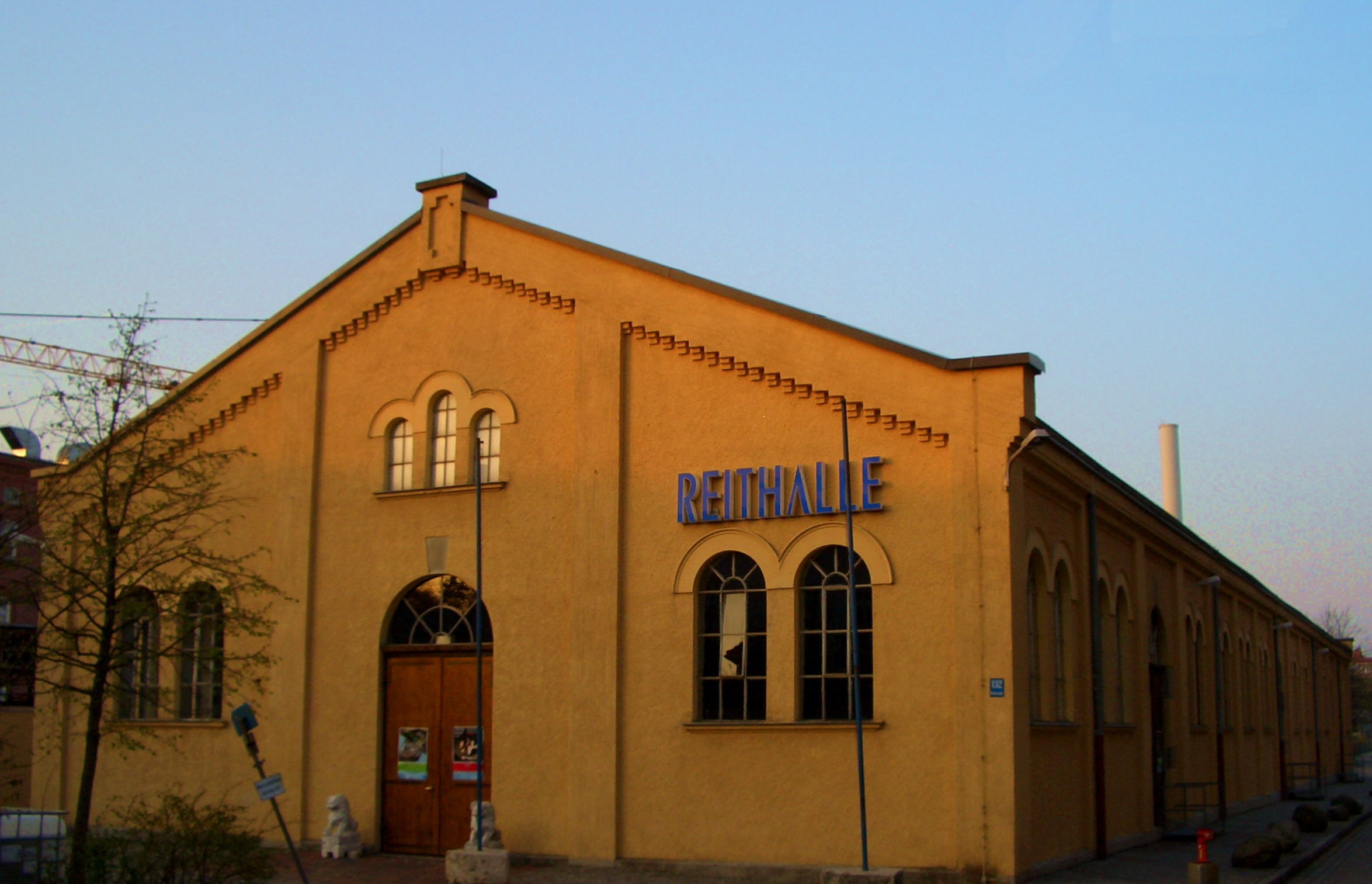
Ehemalige Exerzierhalle des 2. Bayerischen Infanterie-Regiments „Kronprinz“
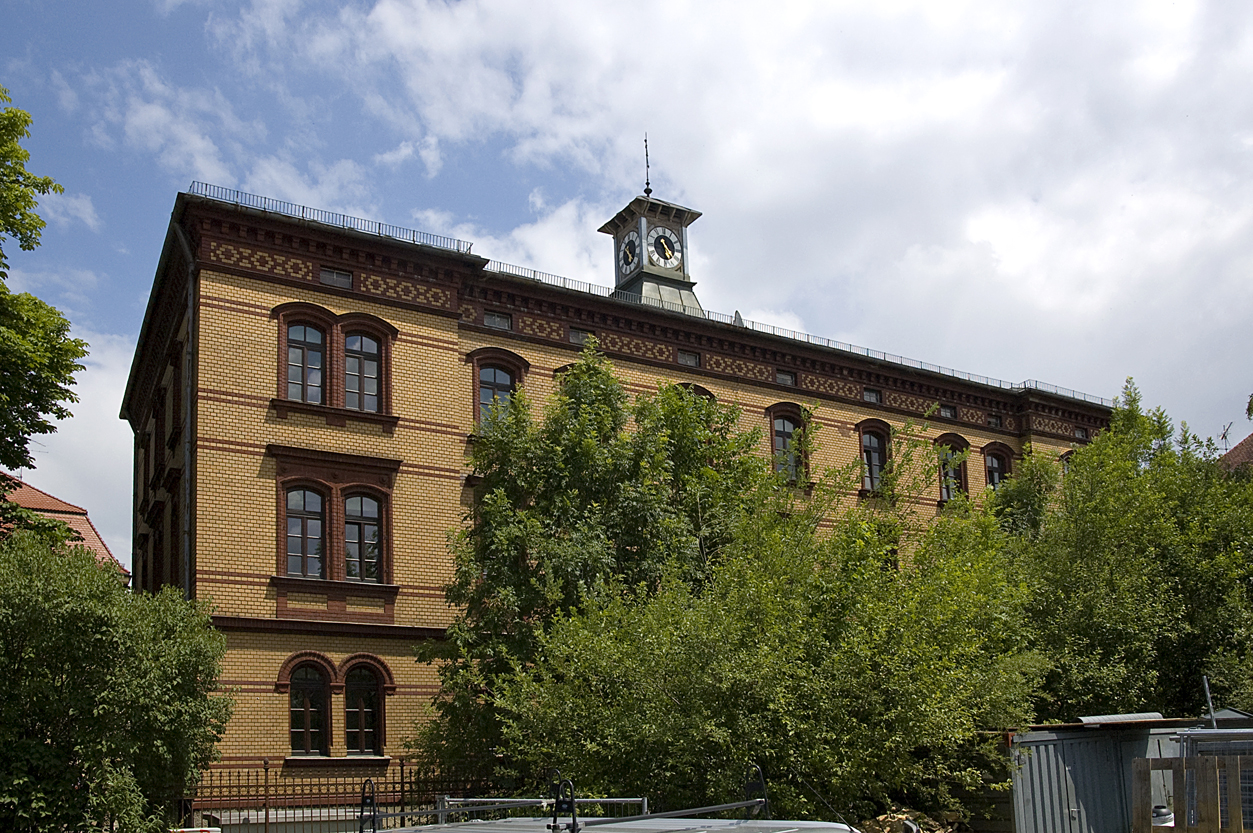
Ehem. Luftschifferkaserne der Luitpoldkaserne in der Schwere-Reiter-Straße 4
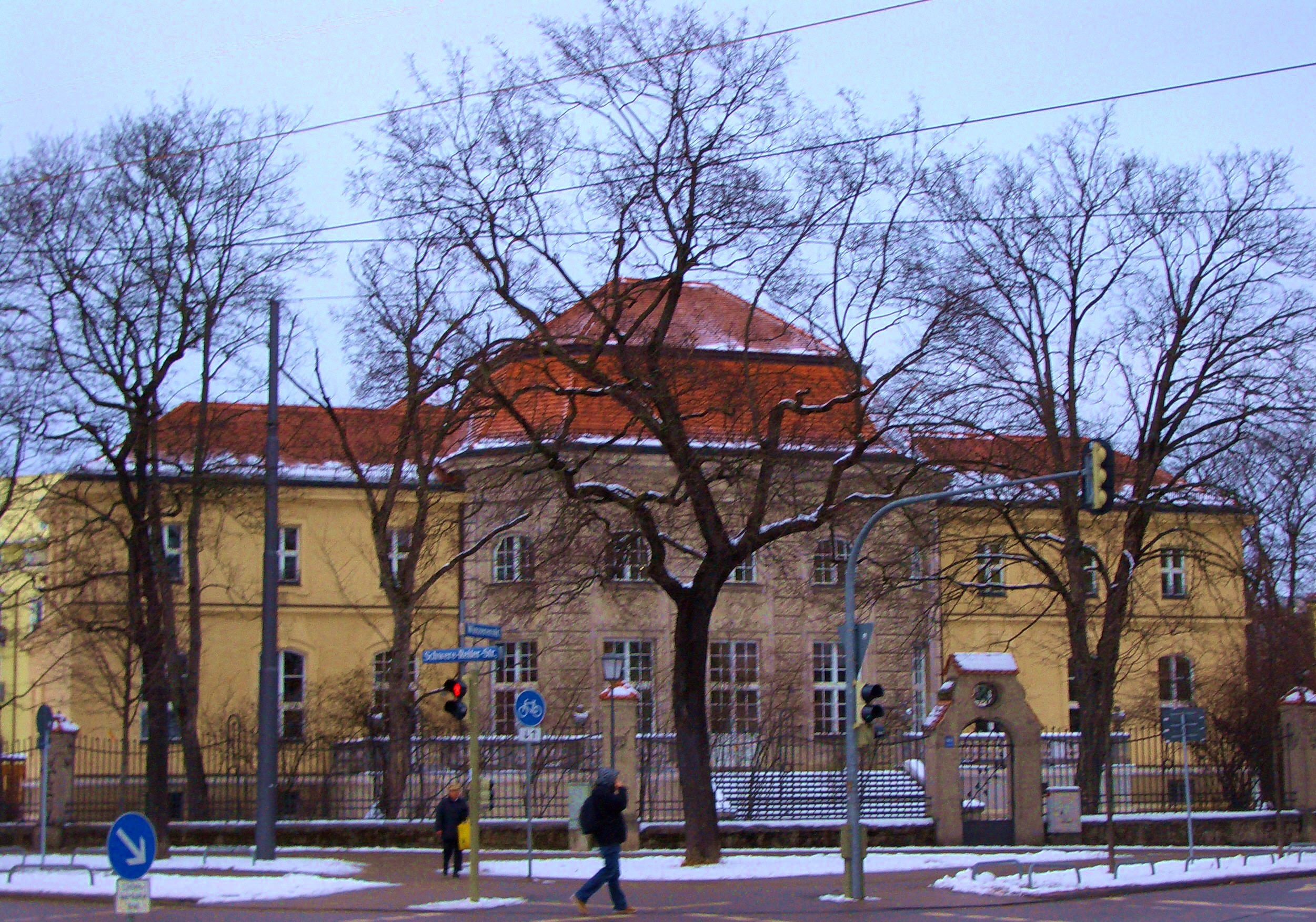
Ehemaliges Kasinogebäude der Prinz-Leopold-Kaserne an der Winzererstraße Ecke Schwere-Reiter-Straße
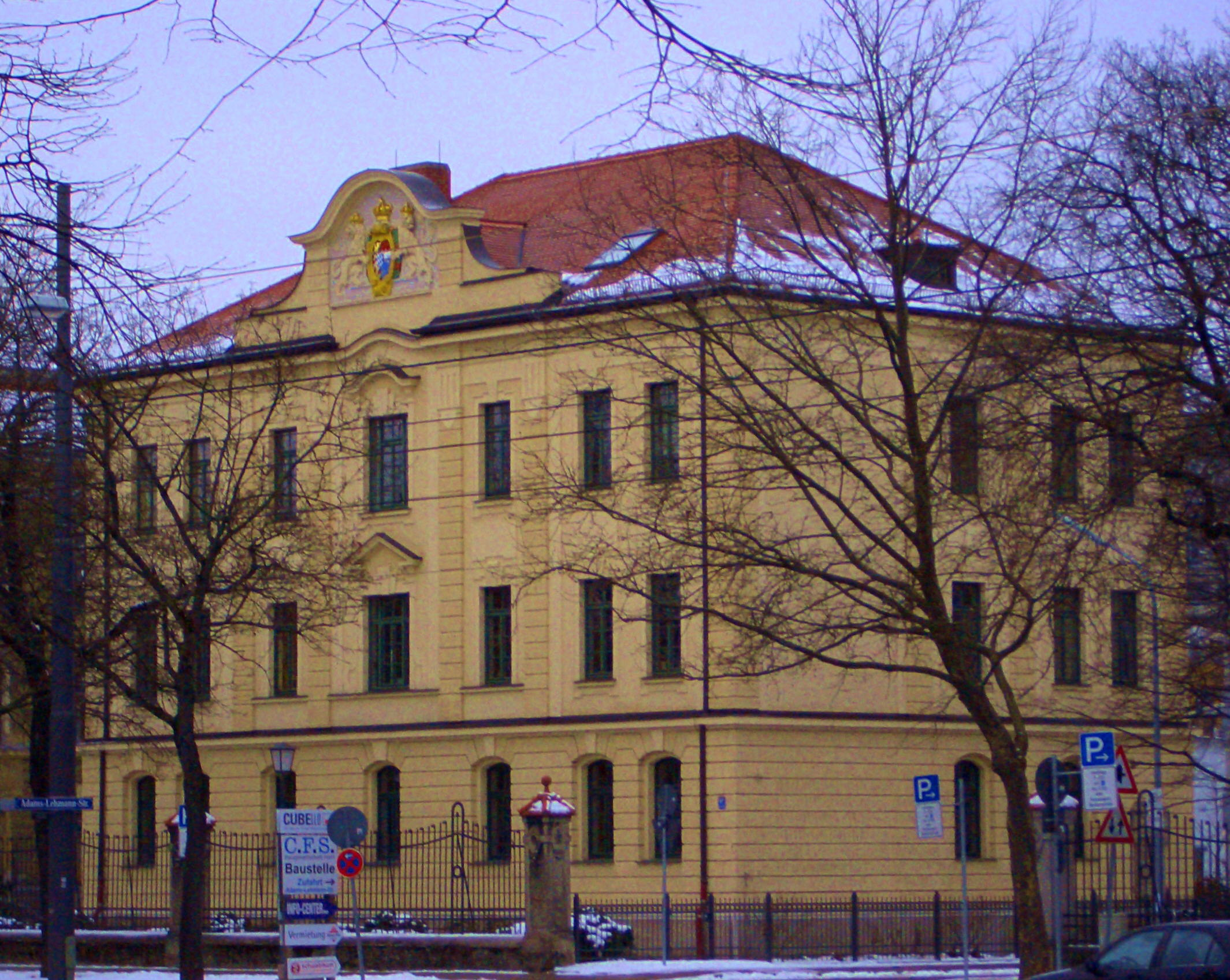
Ehemaliges Stabsgebäude der Prinz-Leopold-Kaserne (Schwere-Reiter-Straße 41)
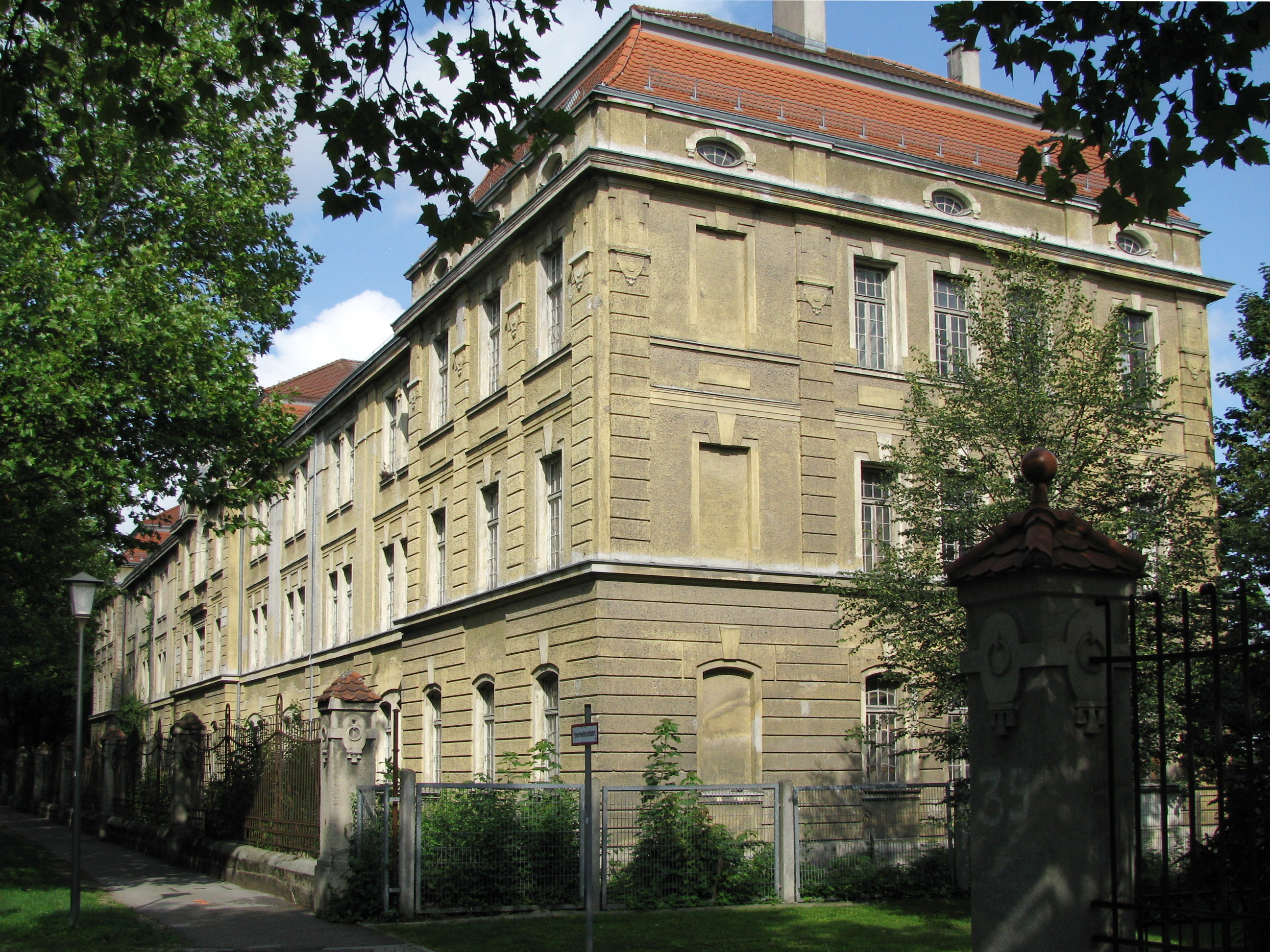
Ehemaliges Mannschaftsgebäude der Prinz-Leopold-Kaserne (Schwere-Reiter-Straße 39)
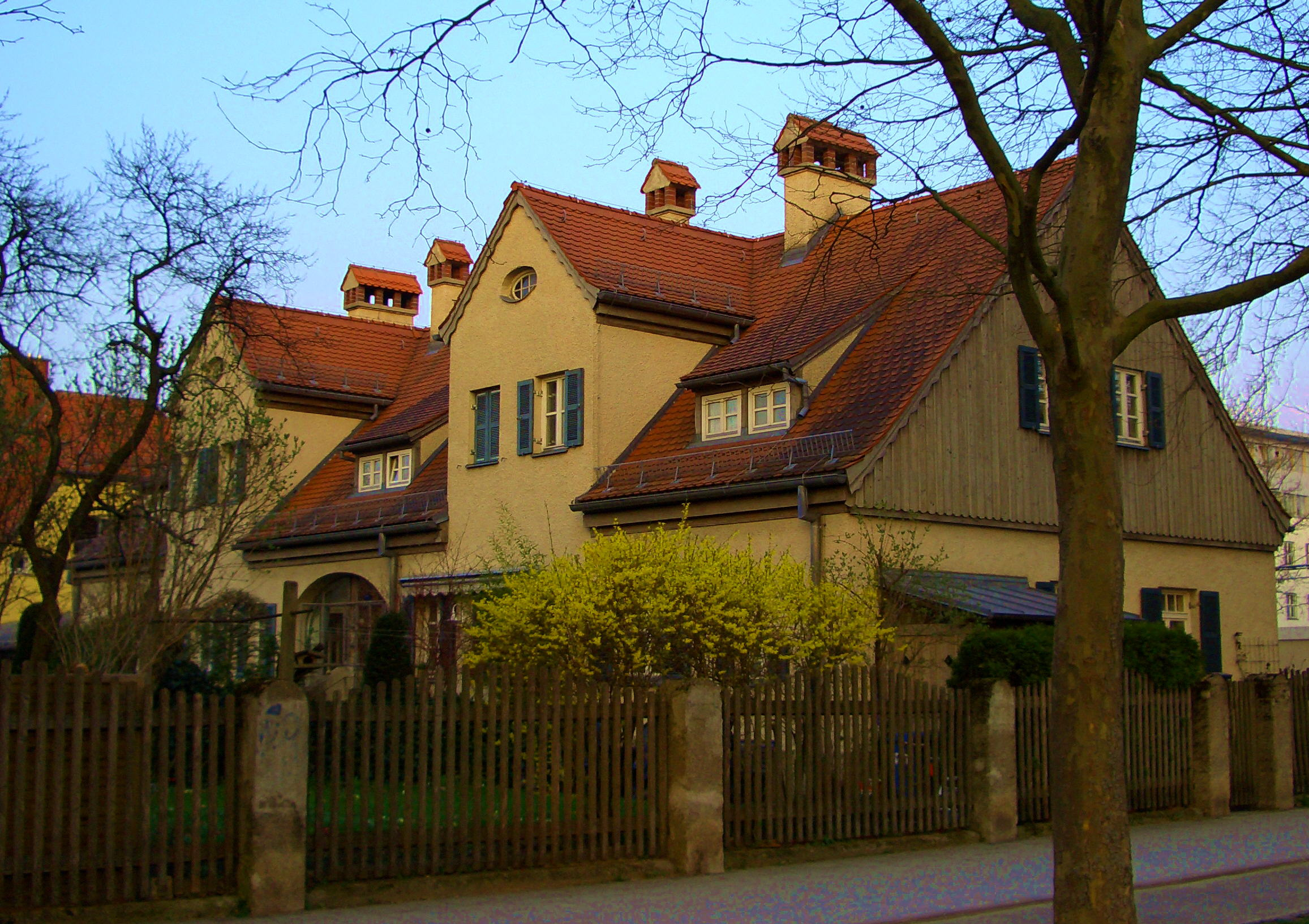
Barbarasiedlung

## Geschichte

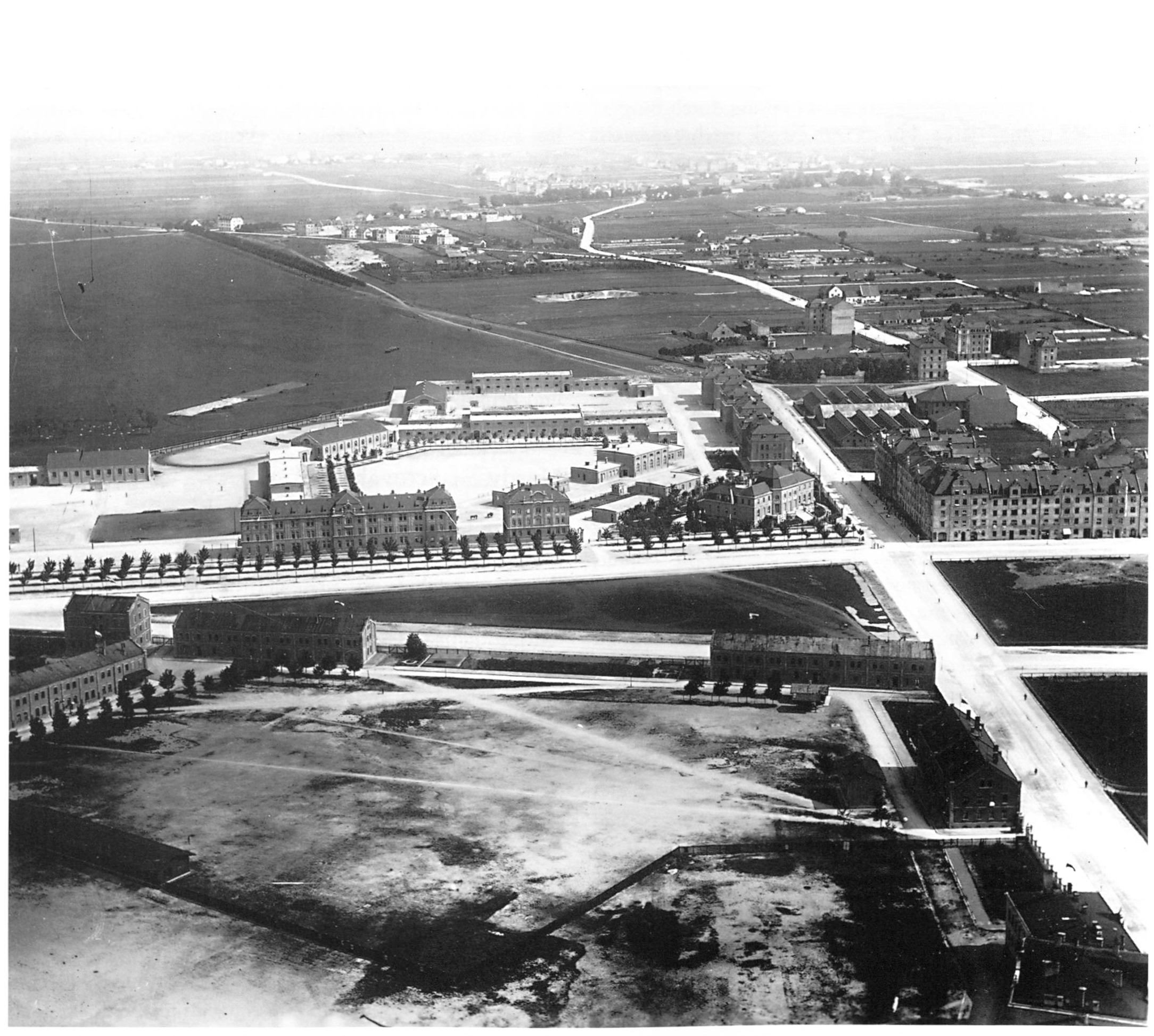
Foto von 1900 mit Blick aus Richtung Süden auf die von links nach rechts durch das Bild verlaufene heutige Schwere-Reiter-Straße, die am rechten Bildrand die Winzererstraße kreuzt. Nördlich die Gebäude der Prinz-Leopold-Kaserne

Das Oberwiesenfeld wurde bereits seit 1796 als Exerzierplatz, Artillerie-Übungsgelände und Schießpulver-Depot genutzt. Mit dem zahlenmäßigen Zuwachs der bayerischen Streitkräfte nach der Heeresreform von 1804 und der durch die waffentechnische Entwicklung notwendig gewordenen längeren Ausbildung der Soldaten wurde deren Unterbringung in Kasernen notwendig. Das Gebiet rund um die heutige Schwere-Reiter-Straße war bis zum Ende des 19. Jahrhunderts unbesiedelt.
1904 war der Teilbereich zwischen der Abzweigung von der Elisabethstraße bis zum Leonrodplatz noch ein Teil der Kasernstraße. Diese wurde 1906 in Leonrodstraße umbenannt. 1938 wurde der Teilbereich der Leonrodstraße zwischen der Dachauer Straße und unter Einbeziehung des Teilbereichs der Hohenzollernstraße zwischen der Winzererstraße und der Abzweigung der Elisabethstraße unter den Nationalsozialisten nach dem Königlich Bayerischen 1. Schwere-Reiter-Regiment „Prinz Karl von Bayern“ benannt. Ursprünglich lag sie inmitten militärisch genutzter Bauten:
- 1890 war nördlich der Schwere-Reiter-Straße und östlich der Dachauer Straße die Eisenbahnkaserne entstanden.
- An der heutigen Ecke Dachauer Straße zur Schwere-Reiterstraße befanden sich die Artillerie-Werkstätten.
- Östlich daneben wurde 1896 südlich der Schwere-Reiter-Straße die Luftschiff-Kaserne (Luitpoldkaserne) gebaut und 1935 um das Barackenkasernement Oberwiesenfeld erweitert.
- Die Typhus-Epidemie von 1893, die wegen der katastrophalen sanitären Bedingungen gleichzeitig in mehreren innerstädtischen Kasernen ausbrach, führte zu einer Verlegung der Militärs in den Randbereich der Stadt und zu einem Ausbau der Kasernen am Oberwiesenfeld, insbesondere der Infanteriekaserne südlich der Schwere-Reiter-Straße und westlich der Dachauer Straße.
- 1902 wurde nördlich der Schwere-Reiter-Straße die Prinz-Leopold-Kaserne bezogen.
- Auf der der heutigen Schwere-Reiter-Straße gegenüberliegenden Seite bis hin zur Winzererstraße und zur Lothstraße befand sich die Kaserne des Königlichen Bayerischen 2. Infanterie Regiments „Kronprinz“.
- 1912–1914 wurde schräg gegenüber dem Casino der Prinz-Leopold-Kaserne von Hans Grässel das städtische Wehramt erbaut.
- Nördlich der Schwere-Reiter-Straße bzw. südlich des Oberwiesenfeldes wurde 1931 die Stetten-Kaserne (später Indiana-Depot) gebaut.
- 1934 folgte unmittelbar daneben die Korpsnachrichten-Kaserne (später Jensen Barracks, von 1955 bis 1994 Waldmann-Kaserne).

Von 1909 bis 1918 wurde für Bedienstete des militärischen Bekleidungsamts an der Ecke Schwere-Reiter-Straße zur Infanteriestraße die Barbarasiedlung gebaut, nachdem für die sogenannten Ökonomiehandwerker des Korps-Bekleidungsamtes das Dienstwohngebäude wenige hundert Meter südöstlich auf dem Gelände des Barackenkasernements Oberwiesenfeld nicht mehr ausreichte. Die Siedlung, die heute im Eigentum des Freistaates Bayern steht, wurde 1993 im Münchner Fassadenwettbewerb ausgezeichnet.  Seit 1920 beherbergt das ehemalige städtische Wehramt das Stadtarchiv.
Das Casino („Offizierspeiseanstalt“) an der Ecke zur Winzererstraße – in den 1980er Jahren bis zu einem Brand zeitweise als Chemiefabrik genutzt – war später eine beliebte Filmkulisse, etwa bei Regisseur Rainer Werner Fassbinder oder für Schimanski-Tatorte. Die Filmleute hatten damals einfach das marode Gemäuer notdürftig für die Dreharbeiten mit Pappmaché und Ähnlichem vervollständigt. Heute wird das denkmalgeschützte Gebäude als Kantine des Staatlichen Bauamts Freising sowie als „Casino am Nordbad“ für kulturelle Veranstaltungen genutzt.
Von der 1994 aufgegebenen Stettenkaserne steht lediglich noch ein 1960 erbautes siebenstöckiges Unterkunftsgebäude, das zum Studentenwohnheim mit 245 Wohnplätzen umfunktioniert wurde. 1966 fand die Überplanung großer Teile des Oberwiesenfeldes in den Olympiapark München für die Olympischen Sommerspiele 1972 statt. Das Gebiet der Waldmann-, Stetten- und Prinz-Leopold-Kaserne wurde bis auf die denkmalgeschützten Bauten sowie das Studentenwohnheim von 2002 bis 2016 in das neue Stadtquartier „Am Ackermannbogen“ mit etwa 2250 Wohnungen und rund 550 Arbeitsplätze auf 39,5 Hektar umgewandelt.
Die Gebäude der ehemaligen Luitpoldkaserne werden heute als „Kreativquartier Schwabing“ genutzt, bereits seit 1993 sind hier die „Städtische Tanz- und Theaterbühne Schwere Reiter“ und das „Atelierhaus“ zu finden. Die 1894 im romanischen Stil mit zahlreichen Rundbogenfenstern erbaute ehemalige Exerzierhalle wurde 1994 mit einer Aufführung der Orestie durch Peter Stein zum Veranstaltungsort „Reithalle München“.